# Fonologia della lingua esperanto
La fonologia della lingua esperanto indica in che modo si combinano i fonemi nell'esperanto. Il sistema fonologico segue il principio della trasparenza fonologica, secondo cui per ogni lettera vi è un solo suono e per ogni suono una sola lettera.
Ecco l'intero alfabeto della lingua esperanto e, per ogni lettera, il suo esame fonologico.
A, a     suono identico a quello assunto in italiano
B, b     suono identico a quello assunto in italiano
C, c     suono corrispondente alla z sorda dell'italiano spazio
Ĉ, ĉ     suono corrispondente alla c 'dolce' dell'italiano cipolla o di cedrata
D, d     suono identico a quello assunto in italiano
E, e     suono identico a quello assunto in italiano
F, f     suono identico a quello assunto in italiano
G, g     suono corrispondente alla g 'dura' dell'italiano gola, ghetto, ghiro
Ĝ, ĝ     suono corrispondente alla g 'dolce' dell'italiano gelo, giallo, gioco
H, h     suono leggermente aspirato corrispondente alla h dell'inglese house
Ĥ, ĥ     suono fortemente aspirato corrispondente alla ch del tedesco doch
I, i     suono identico a quello assunto in italiano
J, j     i semiconsonante come nell'italiano iuta, aiuto
Ĵ, ĵ     suono corrispondente alla j francese di journal
K, k     suono corrispondente alla c 'dura' dell'italiano caro
L, l     suono identico a quello assunto in italiano
M, m     suono identico a quello assunto in italiano
N, n     suono identico a quello assunto in italiano
O, o     suono identico a quello assunto in italiano
P, p     suono identico a quello assunto in italiano
R, r     suono identico a quello assunto in italiano
S, s     suono corrispondente alla s sorda dell'italiano orso
Ŝ, ŝ     suono corrispondente alla sc dell'italiano asceta
T, t     suono identico a quello assunto in italiano
U, u     suono identico a quello assunto in italiano
Ŭ, ŭ     u semiconsonante come nell'italiano uomo
V, v     suono identico a quello assunto in italiano
Z, z     suono corrispondente alla s sonora dell'italiano rosa, smettere
In aggiunta la sequenza di due lettere dz è pronunciata come la z italiana sonora nella parola zona. Come si può notare i fonemi dell'esperanto corrispondono in larga misura a quelli dell'italiano; l'esperanto possiede solo tre fonemi che non sono usati nell'italiano: il suono ĵ (tuttavia usato in italiano in parole di origine francese come garage, beige, abat-jour), il suono h e il suono ĥ (che è però di uso rarissimo in esperanto).
Quanto al posizionamento dell'accento tonico, la regola è solo una: esso va posto sempre sulla penultima vocale. Si faccia quindi attenzione alle semiconsonanti j ed ŭ, in quanto esse non vengono considerate nel conteggio della penultima. Ad esempio, la parola amikoj, amici, verrà letta "amìcoi" e non "amicòi".